# Canton Las Naves
Canton Las Naves är en kanton i Ecuador.   Den ligger i provinsen Bolívar, i den centrala delen av landet, 150 km sydväst om huvudstaden Quito.